# Atarba crassispina
Atarba crassispina är en tvåvingeart som beskrevs av Alexander 1972. Atarba crassispina ingår i släktet Atarba och familjen småharkrankar. Inga underarter finns listade i Catalogue of Life.